# Tsamaya
Tsamaya è un villaggio del Botswana situato nel distretto Nordorientale, sottodistretto di North East. Il villaggio, secondo il censimento del 2011, conta 2.387 abitanti.

## Località
Nel territorio del villaggio sono presenti le seguenti 3 località:
- Dikete,
- Tsamaya C/Post di 6 abitanti,
- Tsamaya Siding